# سيد أحمد بوليل
سيد أحمد بوليل سياسي جزائري، شغل منصب وزير النقل بحكومة حمداني.